# Tennistoernooi van Bournemouth
Het tennistoernooi van Bournemouth is een historisch toernooi dat werd gespeeld op gravel-banen in de Engelse kustplaats Bournemouth.
Het toernooi bestaat uit twee delen:
- WTA-toernooi van Bournemouth, het toernooi voor de vrouwen (1924–1976, 1981, 1995), met als officiële naam British Hard Court Championships[1] c.q. British Clay Court Championships
- ATP-toernooi van Bournemouth, het toernooi voor de mannen (1996–1999), met als officiële naam Bournemouth Open